# Cymones helopioides
Cymones helopioides is een keversoort uit de familie zwamkevers (Endomychidae). De wetenschappelijke naam van de soort werd in 1886 gepubliceerd door Henry Stephen Gorham.